# Claudio Zamudio
Claudio Zamudio Godínez (ur. 30 marca 1998 w Zamorze) – meksykański piłkarz występujący na pozycji skrzydłowego lub napastnika.